# Stein (Holanda do Sul)
Stein (52° 00′ N, 4° 47′ L) é uma cidade dos Países Baixos, na província de Holanda do Sul. Stein, Holanda do Sul pertence ao município de Vlist, e está situada a 5 km, a leste de Gouda.
A área de Stein", which can also include the surrounding countryside, has a population of around 1060 habitantes.